# Corbinian (cheval)
Pour les articles homonymes, voir Corbinian.
Corbinian (né le 15 avril 2006) est un cheval hongre Westphalien bai, monté en saut d'obstacles par le cavalier suisse Steve Guerdat. C'est un fils de Cornet Obolensky.

## Histoire
Corbinian naît le 15 avril 2006 à l'élevage de Ralf Blüggel. Il débute au plus haut niveau en 2013, avec Fabio Crotta, puis rejoint le cavalier suisse Steve Guerdat en 2014, à l'âge de 8 ans. Il appartient à Sabrina Cartossi, et pour moitié à Steve Guerdat.
Il est mis au repos après le jumping international de Bordeaux en 2019, puis officiellement mis à la retraite le 6 septembre 2019, à 13 ans. Il est placé dans les pâturages du Tessinois, en Suisse, chez ses propriétaires, près de la frontière italienne.

## Description
Corbinian est un hongre bai, inscrit au stud-book du Westphalien.

## Palmarès

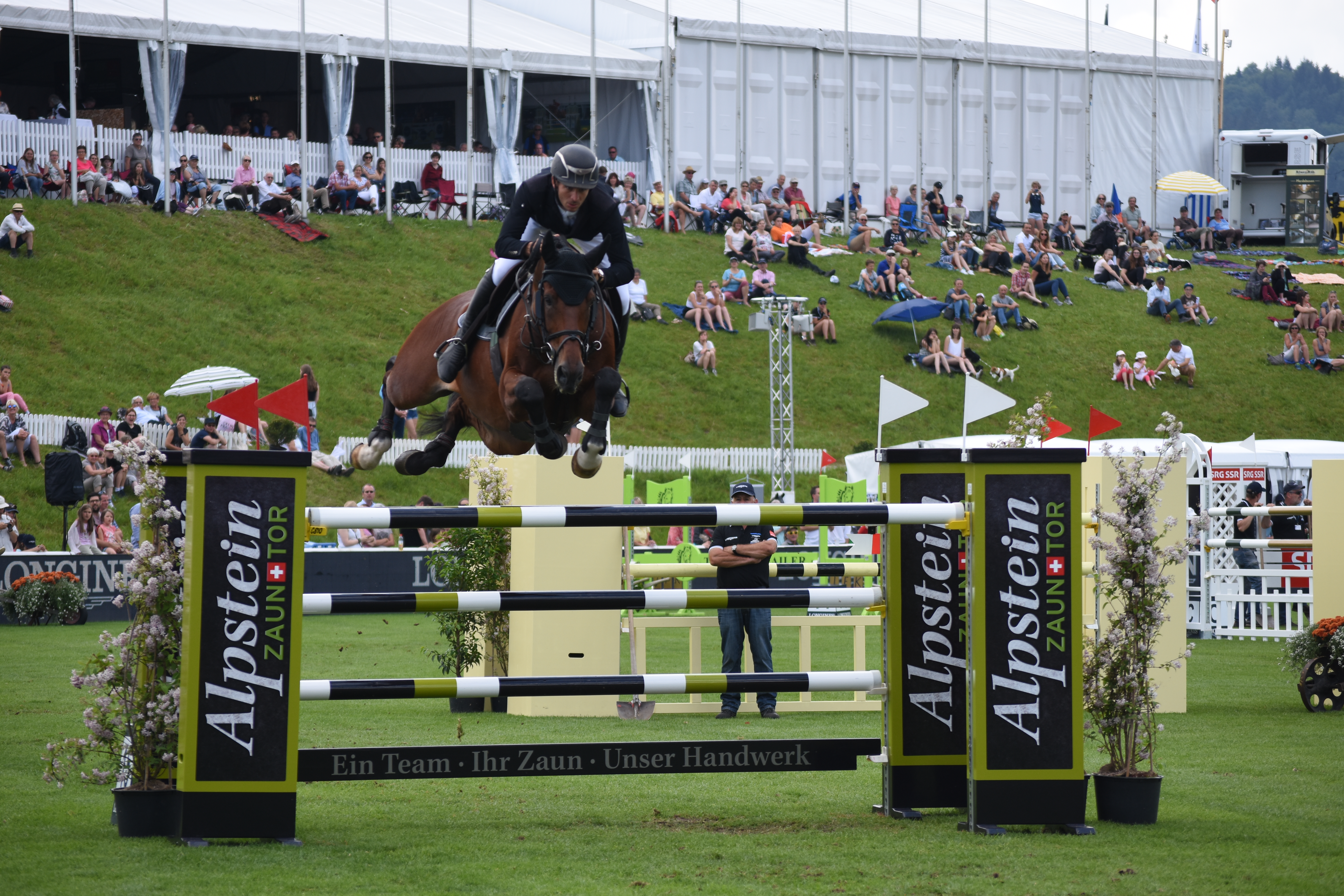
Corbinian monté par Steve Guerdat au CSIO de Saint-Gall en 2018.

Avec Steve Guerdat à paritir de 2015 , il termine troisième du Grand Prix 3* de Francfort et du Grand Prix 5* du Saut Hermès mais c'est bien en 2016, que le hongre bai s'affirme en remportant la finale Coupe du Monde de Goteborg avec pourtant peu d'expérience à son actif. Il enchaînera ensuite avec une victoire dans la Coupe des Nations de Calgary ainsi qu'une grosse épreuve 1m60 à Londres. Cette même année il finit troisième de la difficile finale du Top Ten de Genève ainsi que du Grand Prix de Londres. Il est nommé « Cheval de l'année » 2016 en Suisse, durant le CSI-5* de Zurich, sa propriétaire Sabrina Cartossi recevant le trophée de propriétaire de l'année,.
En 2017, Corbinian ne sautera pas beaucoup de parcours mais remporte tout de même le gros Grand Prix 5* de Villach-Treffen. 
Son année 2018 sera soldé par trois victoires dans de grosses épreuves 1m50 dans les CSI-5* de Samorin et St-Gall qui seront ses derniers succès au plus haut niveau avant son retrait de la compétition fin 2019.

## Origines
Corbinian est un fils de l'étalon BWP Cornet Obolensky et de la jument Primavera, par Pilot,